# Битте, Ромуальдас
Ромуальдас Битте (лит. Romualdas Bitė; род. 3 января 1944, Аушренай, Радвилишкский район) — советский литовский легкоатлет, специалист по стипльчезу. Выступал за сборную СССР по лёгкой атлетике в начале 1970-х годов, победитель и призёр первенств всесоюзного значения, участник летних Олимпийских игр в Мюнхене. Представлял Вильнюс и спортивное общество «Нямунас».

## Биография
Ромуальдас Битте родился 3 января 1944 года в деревне Аушренай Радвилишкского района (ныне Шяуляйский уезд Литвы).
Занимался лёгкой атлетикой в Вильнюсе, состоял в добровольном спортивном обществе «Нямунас».
Впервые заявил о себе на всесоюзном уровне в сезоне 1970 года, когда в беге на 3000 метров с препятствиями одержал победу на чемпионате СССР в Минске.
В 1971 году в той же дисциплине стал серебряным призёром на чемпионате страны в рамках V летней Спартакиады народов СССР в Москве, с личным рекордом 8:26.97 занял четвёртое место на чемпионате Европы в Хельсинки. В беге на 5000 метров был лучшим на Мемориале братьев Знаменских в Москве.
В 1972 году в стипльчезе победил на чемпионате СССР в Москве. Благодаря этой победе удостоился права защищать честь страны на летних Олимпийских играх в Мюнхене — благополучно преодолел предварительный квалификационный этап бега на 3000 метров с препятствиями, тогда как в решающем финальном забеге с результатом 8:34.64 финишировал седьмым.
На чемпионате СССР 1973 года в Москве вновь превзошёл всех соперников в стипльчезе и завоевал золотую медаль.